# Езикова локализация
Езиковата локализация (от английски locale – място, на което нещо се случва или намира) е вторият етап от един по-мащабен процес на превод и културна адаптация на един продукт (за определени страни, региони или социални групи), вземащ под внимание различията между отделните пазари. Този процес е познат като интернационализация и локализация. Езиковата локализация обхваща не само превода на продукта, но предполага и задълбочено проучване на целевата култура с оглед правилното му адаптиране към местните нужди. Локализацията се отбелязва понякога със съкращението „L10N“ ( латинската буква L следвана от числото десет и N).
Локализацията е свързана като цяло с културната адаптация и превод на софтуер, видео игри, уебсайтове и по-рядко с писмен превод, който може също да включва процес на културна адаптация. Локализацията може да бъде извършвана в страни, в които се говорят различни езици или един и същ език: например различни испански диалекти и изрази се употребяват повече в Испания, отколкото в Латинска Америка; също така изборът на думи или изрази е различен в отделните страни, в които английският е официален език (напр. в Съединените щати, в Обединеното кралство и Филипините).

## Общ процес: интернационализация, глобализация и локализация
Както обяснява Localization Industry Standard Association (LISA), глобализацията може да бъде разгледана по-скоро като един цикъл, отколкото като процес. Глобализацията се състои в предварителното планиране на методи за създаване и развитие на един продукт, съобразно среда, съставена от различни култури, с цел да се предотвратят нарастващите проблеми с цени и качество, да се спести време, както и за да се улесни локализирането на продукта за всеки регион или страна. Локализацията е обособена част от един общ процес, наречен глобализация.
Глобализацията обхваща два основни технически процеса – интернационализация и локализация.
Интернационализацията е първият етап, който включва планирането и подготовката на даден продукт, предназначен за световните пазари. В този процес се премахват всички културни предпоставки, а всяка информация, характерна за определна държава или език е съхранена, за да може да бъде лесно адаптирана. Ако тези данни не са отделени по време на този етап, то те трябва да бъдат определени по време на локализацията, което ще изисква допълнително време и разходи. В някои крайни случаи, продуктите, които не са били първоначално интернационализирани, не могат да бъдат локализирани.
Вторият етап, или локализацията, се отнася към реалното адаптиране на дадения продукт за определен пазар. Според LISA локализаторът се сблъсква с четири основни проблема – езиков, материален, технически и професионално-културен.
В края на всеки един етап се осъществяват контролни тестове, включително тест за качество, които гарантират, че продуктът работи правилно и отговаря на очакванията на клиента.

### Превод и локализация
За локализацията често се говори като за „високотехнологичен превод“, но това далеч не обхваща напълно същността и проблематиката на процеса. Въпреки че понякога е трудно да се постави граница между локализация и превод, като цяло локализацията е насочена към значителни нетекстуални части на даден продукт или услуга. Освен превод (следователно граматични и правописни проблеми, които могат да бъдат различни дори за един и същ език в зависимост от страната, в която езикът е говорен), процесът на локализиране може да включва най-различни операции като адаптиране на таблици; обръщане в местни валути; използване на характерни за дадената култура форми за обозначаване на дати, адреси и телефонни номера; избор на цветове и много други детайли включително промяна на физическия облик на продукта (и в краен случай на наименованието му). Всички тези промени имат за цел да адаптират продукта към местните особености, култура и навици и да го въведат на местния пазар, взимайки предвид чуждата икономическа обстановка. На локализацията се дължат например специфичните за всяка страна версии на сайта на една и съща компания или различните издания на дадена книга в зависимост от мястото, където е публикувана.

### Превод и глобализация
Докато локализацията се състои в адаптирането на даден продукт към определена страна/култура, глобализацията цели да сведе до минимум допълнителната работа, необходима за каквато и да е локализация.
Да предположим, че дадена фирма, която дотогава е съсредоточавала дейността си на територията на Франция, отворя клон в България. Това означава, че ще ѝ е нужно да създаде интернет сайт на български. И в двете страни фирмата ще предлага същите продукти и услуги, евентуално с несъществени разлики, въпреки това част от съдържанието на оригиналния сайт може да съдържа обидни или смущаващи за българите елементи (присъствие на знаме, цветове, образи, песни и всякаква друга национална символика). Ето как, заради малки детайли в оформлението, фирмата може да загуби потенциалния си пазар в България.
Освен това самият продукт може да се нуждае от известни промени, за да се адаптира към новите си потребители, както често се случва с видео игрите.
Нека сега да предположим, че фирмата има клонове в десетина страни и че се нуждае от сайтове, специално проектирани за всяка страна. Още преди да предприеме локализирането на сайтовете и на предлаганите в тях продукти, професионалният локализатор би могъл да препоръча на фирмата да определи обща глобализираща стратегия, т.е. да организира цялостно международната си дейност. Това може да се изрази в създаването на обща структура, която да кодифицира общата стратегия. Тя ще послужи за еднородна база на по-нататъшните операции в процеса на локализиране за всяка от десетте страни.

### Езикови етикети и кодове
Езиковите кодове са тясно свързани с локализацията. Кодовете се употребяват в най-различни контекстове, например в документ издаден от Европейския съюз или в етикета (tag) lang на компютърния език HTML. В случая с документа от ЕС езиковият етикет се основава на ISO 639 Част 1: Код алфа-2; в HTML кодовете са най-често дефинирани от Internet Engineering Task Force's Best Current Practice (BCP) 47 IETF's BCP Index (страница на английски). Изборът на кода или етикета зависи от типа на проекта, както и от други изисквания, предварително наложени на локализатора.
Езиковите кодове се изписват най-често в две части, като първият код обозначава езика (”en“ за английски), а вторият, изписан с главни букви, определя езиковия вариант (”GB“ за британски английски). Обикновено двата кода се свързват с тире, но в някои случаи е необходимо да се използва долна черта.
Съществуват много различни стандарти за езикова кодификация. Международната организация по стандартизация (ISO) например определя както двубуквения, така и трибуквения код за езиково обозначение, съответно ISO 693 – 1 и ISO 693 – 2.

#### Примери за двубуквени кодове ISO 693 – 1
| Основен език | Код ISO 639 – 1 | Езиков вариант                      |
|              | en-GB           | Британски английски                 |
| Английски    | en-US           | Американски английски               |
|              | en-CA           | Канадски английски                  |
|              | es-ES           | Кастилски испански (Испания)        |
| Испански     | es-MX           | Мексикански испански                |
|              | es-AR           | Аржентински испански                |
|              | es-CO           | Колумбийски испански                |
| Португалски  | pt-PT           | Европейски португалски (Португалия) |
|              | pt-BR           | Бразилски португалски               |

|  | Тази страница частично или изцяло представлява превод на страницата Language localisation в Уикипедия на английски. Оригиналният текст, както и този превод, са защитени от Лиценза „Криейтив Комънс – Признание – Споделяне на споделеното“, а за съдържание, създадено преди юни 2009 година – от Лиценза за свободна документация на ГНУ. Прегледайте историята на редакциите на оригиналната страница, както и на преводната страница, за да видите списъка на съавторите. ВАЖНО: Този шаблон се отнася единствено до авторските права върху съдържанието на статията. Добавянето му не отменя изискването да се посочват конкретни източници на твърденията, които да бъдат благонадеждни. |